# Bob Barker

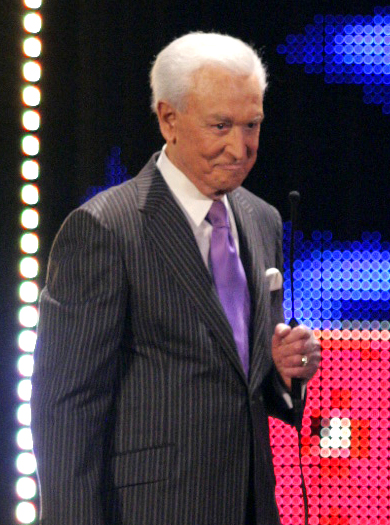
Bob Barker, 2009

Robert William „Bob“ Barker (* 12. Dezember 1923 in Darrington, Washington; † 26. August 2023 in Los Angeles, Kalifornien) war ein US-amerikanischer Fernsehmoderator, der insbesondere durch seine Moderation der Spielshow The Price Is Right zwischen 1972 und 2007 einer der bekanntesten Showmaster der USA war.

## Leben
Barker begann seine Karriere beim Radio. Im Dezember des Jahres 1956 wechselte er für die Moderation der Quizshow Truth or Consequences zum Fernsehen; diese Sendung moderierte er 17 Jahre lang, ehe er 1975 von Bob Hilton abgelöst wurde. Bereits 1972 hatte Barker die Moderation der Sendung The Price Is Right übernommen, einer ursprünglich von Bill Cullen geführten Sendung, die der Sender CBS von ABC übernommen hatte und deren deutsche Version ab 1989 unter dem Titel Der Preis ist heiß auf RTL lief und von Harry Wijnvoord moderiert wurde.
2002 brach Barker mit The Price Is Right Johnny Carsons Rekord für den am längsten bei der gleichen Show beschäftigten Moderator. Barker kündigte im Oktober 2006 seinen Rückzug vom Fernsehen an, seine letzte Ausgabe von The Price Is Right moderierte er im Juni 2007, im Alter von 83 Jahren. Sein Nachfolger wurde Drew Carey.
1996 übernahm Barker einen Cameo-Auftritt in der Komödie Happy Gilmore neben Adam Sandler. Barker hatte auch einen Gastauftritt als Moderator von The Price is Right in der Episode Showdown der zweiten Staffel der Serie How I Met Your Mother, die im Februar 2009 ausgestrahlt wurde und in der ihn der von Neil Patrick Harris gespielte Barney Stinson für seinen biologischen Vater hielt.

## Gesellschaftliches Engagement
Barker engagierte sich im Bereich Tierrechte. Der Moderator beendete die meisten Folgen von The Price is Right mit einem Aufruf, Haustiere kastrieren bzw. sterilisieren zu lassen. Dieses Anliegen unterstützte er darüber hinaus durch die Gründung einer Stiftung.
Von Dezember 2009 bis November 2022 war ein 52 m langes Schiff mit dem Namen Bob Barker Teil der Flotte der Tierschutz-Organisation Sea Shepherd Conservation Society. Barker hatte der Organisation 5 Millionen Dollar gespendet.

## Ehrungen
Barker wurde ein Stern auf dem Hollywood Walk of Fame gewidmet. Außerdem erhielt er insgesamt 19 Emmy-Awards, darunter 1999 einen Preis für sein Lebenswerk. 1996 erhielt er gemeinsam mit Adam Sandler einen MTV Movie Award in der Kategorie Beste Kampfszene für den Film Happy Gilmore.